# Gisela Blau
Gisela «Gila» Blau (* 13. März 1942 in Lyon, Frankreich) ist eine Schweizer Journalistin und Autorin. Sie schreibt seit mehr als 60 Jahren für verschiedene Medien über das politische Geschehen in der Schweiz und im Ausland. Sie war eine der ersten Kriegsreporterinnen der Schweiz. Ein Schwerpunkt ihrer Arbeit war die Berichterstattung über die Rolle der Schweiz im Zweiten Weltkrieg. 2022 wurde sie vom Branchenmagazin «Schweizer Journalist:in» für ihr Lebenswerk geehrt.

## Beruflicher Werdegang
Gisela Blau erlernte das journalistische Handwerk ab 1960 beim «St. Galler Tagblatt», wo sie die damals neu eingeführte «Seite 5» betreute – eine Seite, die die Zeitung als direkte Reaktion auf das neue Boulevardblatt «Blick» auflegte. Blaus wichtigster Mentor war in dieser Zeit nach eigenen Angaben der damalige «Tagblatt»-Feuilletonchef Kurt Lüthy, von dem sie das journalistische Handwerk lernte. Vier Jahre später wechselte Gisela Blau zur «Schweizer Illustrierten», für die sie fast 20 Jahre lang als Reporterin von politischen Brennpunkten in der Schweiz, vor allem aber auch im Ausland, berichtete. So schrieb sie 1973 von der Front aus dem Jom-Kippur-Krieg im Nahen Osten. Sie berichtete über den Bürgerkrieg in El Salvador, traf 1975 die damalige indische Premierministerin Indira Gandhi und wurde 1981 zusammen mit dem Fotografen Dölf Preisig Augenzeuge des Attentats auf den damaligen Papst Johannes Paul II. in Rom. In der Schweiz machte sie sich mit ihrer Berichterstattung in den Ringier-Medien einen Namen als profunde Kennerin des hiesigen Militärs.
Immer wieder schrieb Gisela Blau in verschiedenen Medien zudem über die Rolle der Schweiz im Nationalsozialismus. In den neunziger Jahren berichtete sie über nachrichtenlose jüdische Vermögen auf Schweizer Bankkonten. Über die Israelitische Cultusgemeinde Zürich kam sie im Januar 1997 mit dem Whistleblower Christoph Meili in Kontakt, der die vermeintliche Vernichtung von alten Bankbelegen über nachrichtenlose Vermögen von Holocaust-Opfern bei der Schweizerischen Bankgesellschaft (SBG) publik machen wollte. Blau schrieb zunächst für die «Jüdische Rundschau» eine Reportage über Meili und später auch für andere Publikationen. Ihr persönliches Archiv über den Fall Christoph Meili und die gesamte Staatskrise der späten Neunzigerjahre umfasste mehrere Laufmeter an Akten und Artikeln. Sie überliess ihre Dokumentation später für Forschungszwecke dem Archiv für Zeitgeschichte der ETH Zürich.
Gisela Blau berichtete im Verlauf ihrer Karriere auch für «Blick» und «Sonntagsblick», für «Tages-Anzeiger» und «Handelszeitung» sowie für das Nachrichtenmagazin «Focus» in Deutschland. Bis heute schreibt sie regelmässig als Autorin für die jüdische Wochenzeitung «tachles».
Für ihre «Blick»-Reihe «Frauen, die ganz oben sind» wurde Gisela Blau 1983 mit dem Zürcher Journalistenpreis ausgezeichnet. Die Serie beschreibe anschaulich den beruflichen Aufstieg erfolgreicher Frauen, ohne «in aufdringlichen Feminismus» zu verfallen, heisst es in der damaligen Begründung der Jury. 2022 wurde Gisela Blau vom Branchenmagazin «Schweizer Journalist:in» für ihr Lebenswerk ausgezeichnet. Blaus Arbeit besteche «durch journalistische Leidenschaft, Vielfalt in Themen und Formaten und durch beständiges Engagement», heisst es in der Würdigung des Magazins.
2004 war sie Mitherausgeberin der Festschrift «Jüdische Lebenswelt Schweiz» zum 100-jährigen Bestehen des Schweizerischen Israelitischen Gemeindebundes. Sie ist Mitbegründerin des Zürcher Journalistenpreises und amtete zwischenzeitlich als Präsidentin des Stiftungsrates. Sie war Präsidentin des Zürcher Pressevereins, der grössten Sektion des Schweizer Berufsverbands für Medienschaffende.

## Privat
Gisela Blau wuchs in Davos und Romanshorn auf und besuchte die Mittelschule in St. Gallen. Heute lebt Gisela Blau im Kanton Zürich.